# Nick Evans (Musiker)
Nicholas „Nick“ Evans (* 9. Januar 1947 in Newport, Wales) ist ein britischer Posaunist des Creative Jazz, der einem breiteren Publikum vor allem durch seine Ausflüge in den  Progressive Rock bekannt wurde. 

## Leben und Wirken
Evans begann als Elfjähriger mit dem Posaunenspiel. 1966 wurde er Mitglied des New Welsh Jazz Orchestra. 1968 holte ihn Graham Collier in seine Band (Down Another Road, 1969); er nahm an der Barry Jazz Summer School teil, wo er Mark Charig, Elton Dean und Keith Tippett begegnete. 
Mit Charig und Dean wurde er im selben Jahr Mitglied von Tippetts Sextett (bis 1970) und in der Band von Graham Collier (Down Another Road at Stockholm Jazz Days ’69). 1969 spielte er im Spätherbst einige Konzerte und Proben mit Soft Machine und nahm auch an den Aufnahmen zu deren Album Third und Fourth teil. Dann wurde er Mitglied von Chris McGregors Brotherhood of Breath (1970 bis 1974) und war daneben auch an Tippetts Großprojekt Centipede (1970–71) beteiligt. Er war außerdem Mitglied der Gruppen  Just Us (1972–73) und Ambush (1972). Gemeinsam mit Radu Malfatti gründete er die kurzlebige Band Nicra, zu der neben Tippett noch Buschi Niebergall und Makaya Ntshoko gehörten (gleichnamiges Album 1975). Ab 1975 gehörte er zu Elton Deans Ninesense (bis 1980) und spielte daneben bei Tippetts Großformation Ark (1976, 1978), Dudu Pukwanas Diamond Express (1977) und Louis Moholos Spirits Rejoice! (1978/79). 
Seit den 1980er Jahren verdiente er seinen Lebensunterhalt als Mathematiklehrer. Daneben gründete er die Gruppe Dreamtime, mit der er mehrere Alben einspielte; diese Band ging in den letzten Jahren auch mit Keith Tippett auf Tournee. Auch nahm er mit King Crimson (Lizard, 1970), Robert Wyatt (The End of an Ear) und Hugh Hopper (1984) auf.